# Гасбрук-Гайтс (Нью-Джерсі)
Гасбрук-Гайтс (англ. Hasbrouck Heights) — місто (англ. borough) в США, в окрузі Берген штату Нью-Джерсі. Населення — 12 125 осіб (2020).

## Географія
Гасбрук-Гайтс розташований за координатами 40°51′46″ пн. ш. 74°4′31″ зх. д. / 40.86278° пн. ш. 74.07528° зх. д. (40.862751, -74.075182).  За даними Бюро перепису населення США в 2010 році місто мало площу 3,91 км², з яких 3,90 км² — суходіл та 0,01 км² — водойми.

## Демографія
Згідно з переписом 2010 року, у селищі мешкали 11 842 особи в 4433 домогосподарствах у складі 3186 родин. Було 4627 помешкань
Расовий склад населення:
| - 81,3 % — білих - 10,0 % — азіатів - 2,9 % — чорних або афроамериканців - 0,1 % — корінних американців - 3,7 % — осіб інших рас |

До двох чи більше рас належало 2,0 %. Частка іспаномовних становила 14,9 % від усіх жителів.
За віковим діапазоном населення розподілялося таким чином: 22,3 % — особи молодші 18 років, 62,7 % — особи у віці 18—64 років, 15,0 % — особи у віці 65 років та старші. Медіана віку мешканця становила 41,8 року. На 100 осіб жіночої статі у селищі припадало 92,7 чоловіків;  на 100 жінок у віці від 18 років та старших — 89,4 чоловіків також старших 18 років.
Середній дохід на одне домашнє господарство  становив 100 689 доларів США (медіана — 81 460), а середній дохід на одну сім'ю — 113 741 долар (медіана — 100 423). Медіана доходів становила 70 814 долари для чоловіків та 56 389 доларів для жінок. За межею бідності перебувало 6,0 % осіб, у тому числі 3,4 % дітей у віці до 18 років та 8,5 % осіб у віці 65 років та старших.
Цивільне працевлаштоване населення становило 6029 осіб. Основні галузі зайнятості: освіта, охорона здоров'я та соціальна допомога — 28,1 %, фінанси, страхування та нерухомість — 9,7 %, роздрібна торгівля — 9,6 %.